# 蝦夷層群
蝦夷層群（えぞそうぐん）は、北海道浦河町から稚内市の宗谷岬を通りロシア連邦サハリン州西部アレクサンドロフスク・サハリンスキーまで北海道中軸部を貫くように分布する、前期白亜紀アプチアン期から古第三紀暁新世にかけて堆積した海成層の地層。アジア大陸東岸の前弧海盆に堆積し、全層厚は約10,000メートルに達する。

## 層序
Takashima et al. (2004)では、蝦夷層群は下位から順に惣芦別川層・シューパロ川層・丸山層・日陰ノ沢層・佐久層・鹿島層・函淵層の主に7累層に区分される。また、下部日陰ノ沢層から佐久層に対応する三笠層と、鹿島層に対応する羽幌川層があり、三笠層と羽幌川層は浅海層である。
最下層の惣芦別川層は、蝦夷層群の下位層である空知層群・尻岸馬内川層と整合関係にある。放散虫に富む惣芦別川層は主に珪質暗灰色泥岩からなり、下部には海洋無酸素事変OAE 1aの痕跡が見られる。惣芦別川層からは大型生物の化石がほぼ産出しない一方、シューパロ川層は主に砂岩と泥岩の互層からなり、アンモナイトなどの化石が産出する。シューパロ川層の中部の部層には大型有孔虫のオルビトリナを含むオルビトリナ石灰岩が見られる。当該の石灰岩は白亜紀の北太平洋地域における最北の礁性石灰岩であり、当時の温暖環境を示唆している。
丸山層は珪長質凝灰岩と凝灰質砂岩からなり、北海道中軸部の全域に亘る鍵層として扱われる。主に暗灰色泥岩からなる日陰ノ川層の下部からは、OAE1 dに対応する海洋無酸素事変の痕跡が見られる。また、砂岩と泥岩の互層からなる佐久層ではOAE 2が確認され、同時期の三笠層からはトリゴニアやカキなど浅海性二枚貝類の化石が産出する。暗灰色泥岩からなる鹿島層、シルト岩などからなる羽幌川層の上位には、三笠層と同様に多様な堆積環境を示す函淵層が堆積する。

## 化石
蝦夷層群からは生物の化石が数多く産出する。世界的なアンモナイト産地である蝦夷層群では報告されたアンモナイトの種数が数百種に上り、ニッポニテスやエゾセラスなどがいる。アンモナイトの他に多産する生物として二枚貝のイノセラムスがあり、示準化石として用いられている。
脊椎動物化石も報告されており、恐竜ではテリジノサウルス科のパラリテリジノサウルス、ハドロサウルス科のカムイサウルス、ニッポノサウルス、チュプカオルニスがいる。海棲爬虫類の化石も発見され、具体的にはモササウルス科爬虫類のタニファサウルス・ミカサエンシス（エゾミカサリュウ）およびフォスフォロサウルス・ポンペテレガンス、ウミガメのメソダーモケリス、エラスモサウルス科・プリオサウルス科・ポリコチルス科の首長竜などが報告されている。